# Ėlektronika MK-61

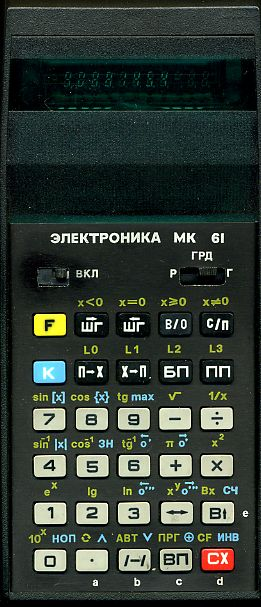
Ėlektronika MK-61

L'Ėlektronika MK-61 (in russo: Электроника МК-61) è una calcolatrice RPN programmabile prodotta nell'Unione Sovietica tra il 1983 e il 1991. Il suo prezzo originale era di 85 rubli. MK è l'abbreviazione di Микрокалькулятор, cioè "microcalcolatore".
Il funzionamento dell'MK-61 è identico a quello dell'MK-52, tranne che per il fatto che l'MK-52 ha una memoria interna EEPROM non volatile per l'immagazzinamento permanente di dati e anche la capacità di usare moduli EEPROM esterni. L'MK-61 è assai simile all'MK-54, all'B3-34 e all'B3-21, le quali sono rinomate per avere un gran numero di funzioni.
L'MK-61 ha 105 passi di programma nella memoria volatile e 15 registri. Funziona usando 3 batterie di tipo AA da 1,5 V o una presa a muro. Ha uno schermo fluorescente con 10 cifre (8 per la mantissa e 2 per l'esponente).

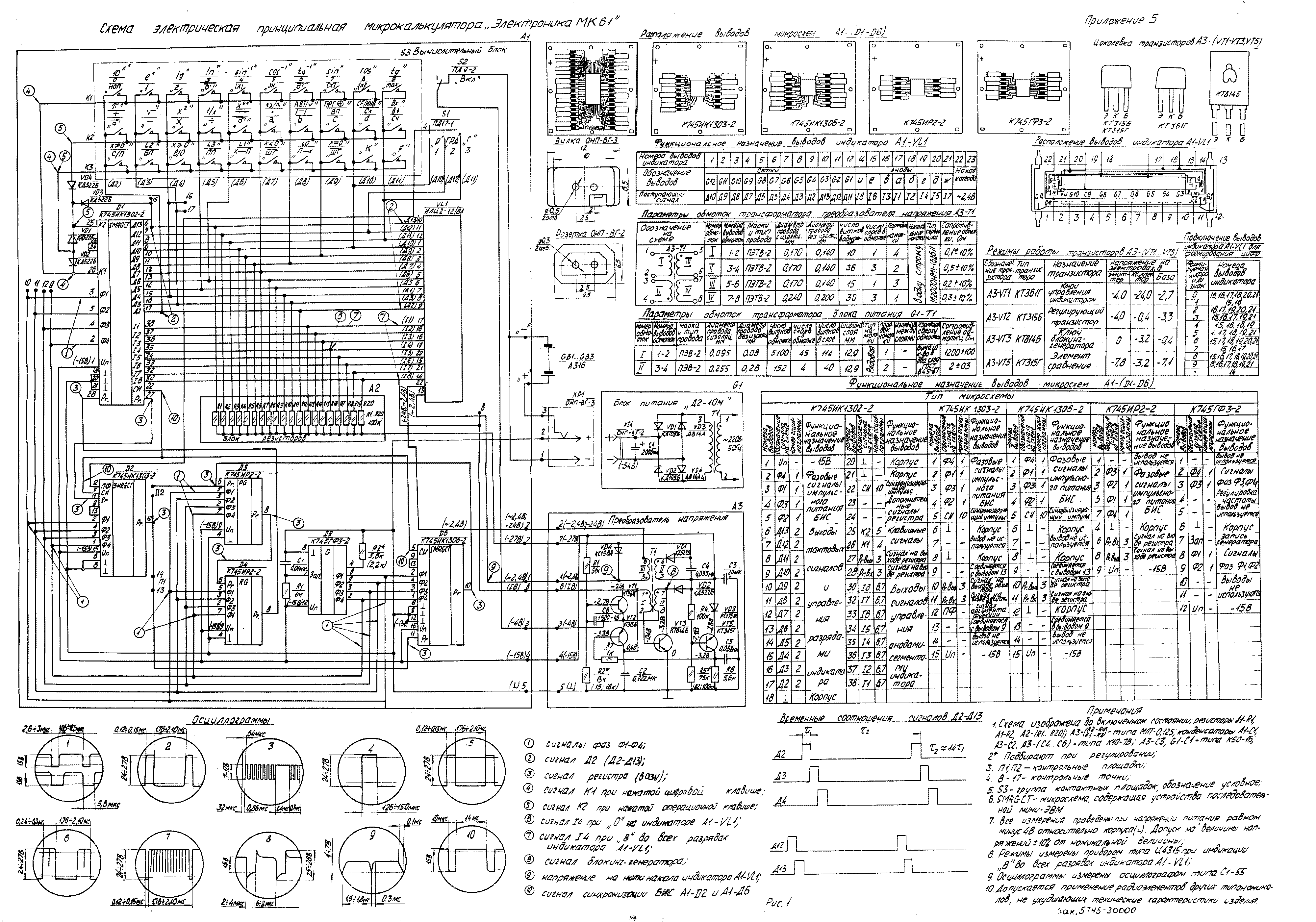
Lo schema elettrico dell'Elektronika MK-61.